# Santo Domingo-Caudilla
Santo Domingo-Caudilla ist eine spanische Gemeinde  (municipio) in der Provinz Toledo der Autonomen Region Kastilien-La Mancha. 2024 hatte die Gemeinde 1.229 Einwohner. Die Gemeindefläche beträgt 53,80 km². 
1973 wurden die Gemeinden Val de Santo Domingo und Caudilla zur heutigen Gemeinde zusammengeschlossen.

## Lage
Santo Domingo-Caudilla liegt etwa 48 Kilometer westnordwestlich von Toledo und etwa 80 Kilometer südwestlich von Madrid in einer Höhe von ca. 570 m. Durch die Gemeinde führt die Autovía A-40.

## Bevölkerungsentwicklung
| Jahr      | 1981 | 1991 | 2001 | 2011  | 2021  |
| --------- | ---- | ---- | ---- | ----- | ----- |
| Einwohner | 815  | 796  | 778  | 1.073 | 1.094 |

## Sehenswürdigkeiten
- Burgruine von Caudilla
- Dominikuskirche (Iglesia de Santo Domingo de Silos)
- Annenkapelle
- Zoologischer und botanischer Garten
- Rathaus

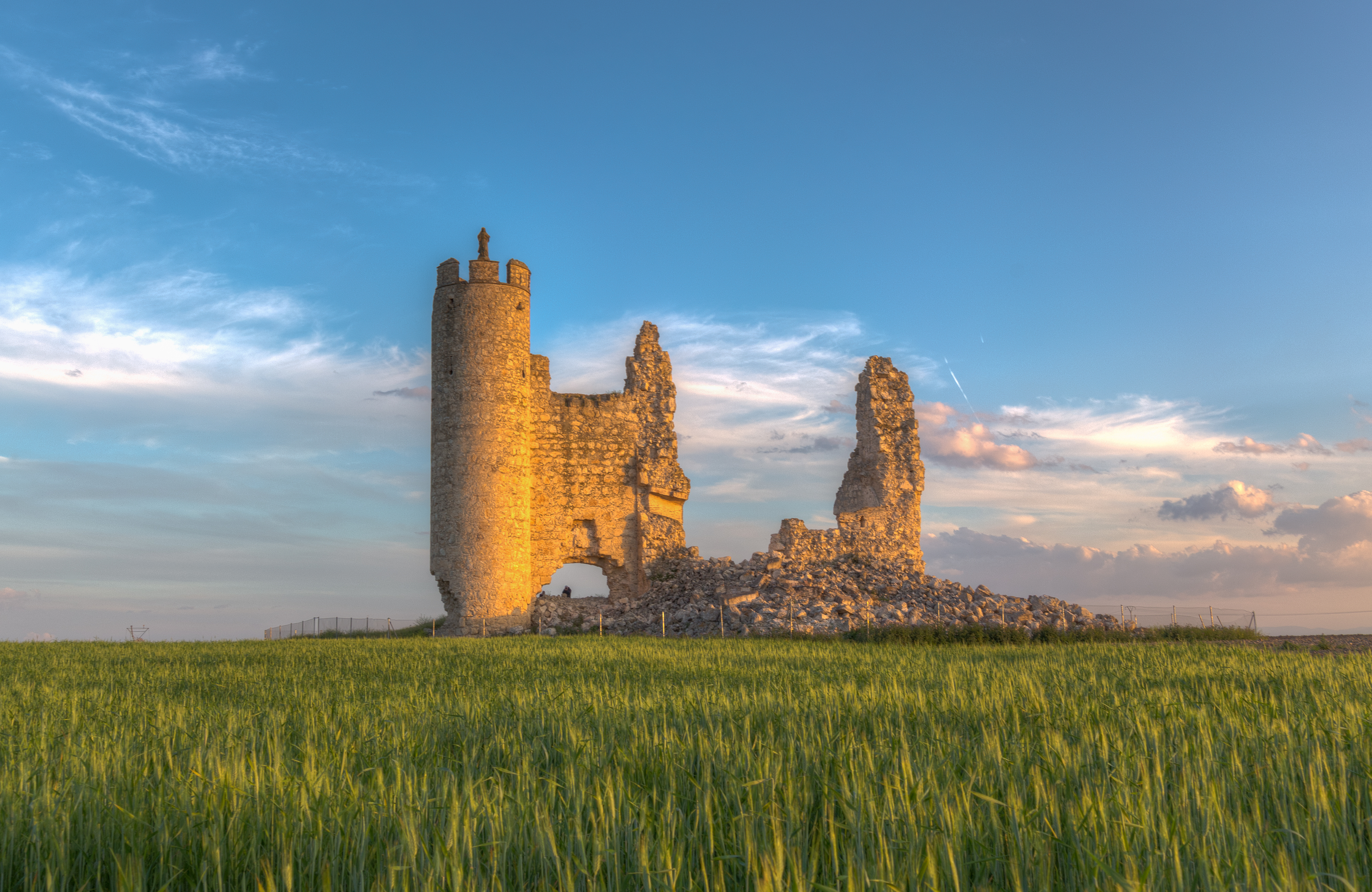
Burgruine von Caudilla
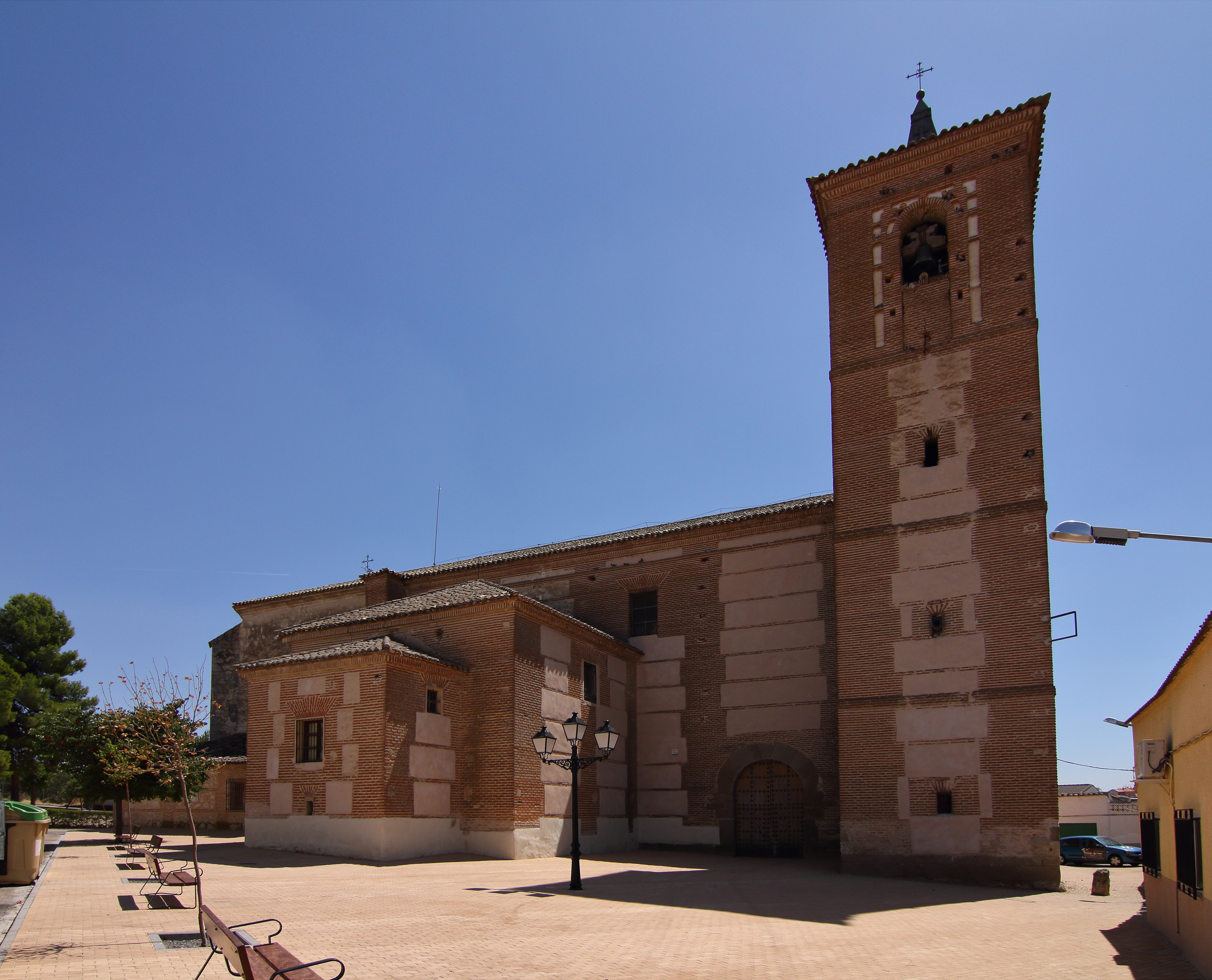
Dominikuskirche
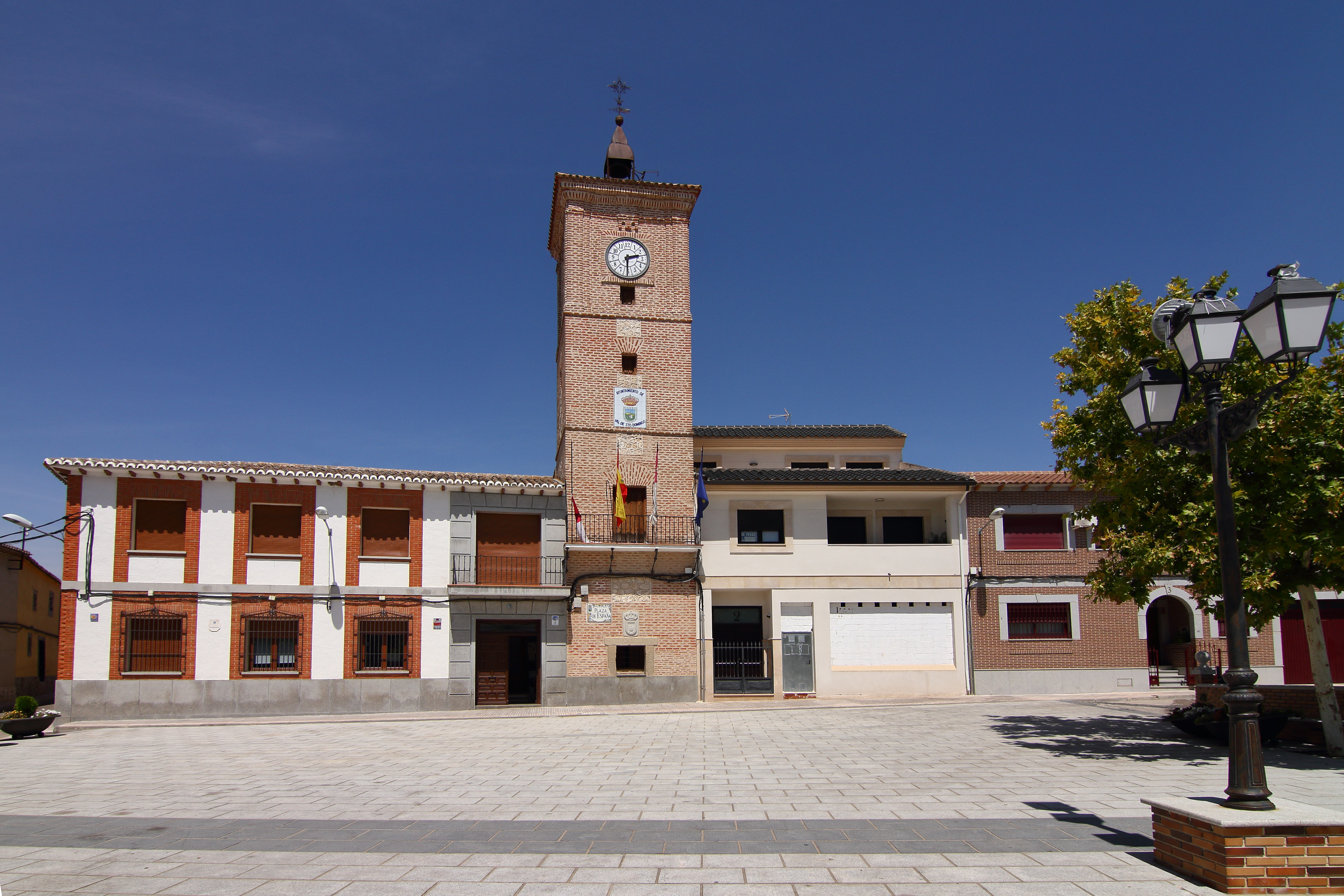
Rathaus

## Persönlichkeiten
- Juan Gómez Durán (1767–1830), Bischof von Santander (1820–1829) und Bischof von Malaga (1829–1830)
- Máximo Rodríguez Valverde (1909–1997), Politiker (PSOE)
- Federico Bahamontes (1928–2023), Radrennfahrer, Sieger Tour de France 1959